# Attigny (Ardennes)
Attigny is een gemeente in het Franse departement Ardennes in de regio Grand Est. De plaats maakt deel uit van het arrondissement Vouziers en telde op 1 januari 2022 1.106 inwoners.

## Geografie
Attigny ligt aan de rivier de Aisne en het Canal des Ardennes, aan de spoorlijn van Rethel naar Vouziers (toeristisch treintje) en aan de weg van Charleville-Mézières naar Châlons-en-Champagne.
De oppervlakte van Attigny bedroeg op 1 januari 2022 11,46 vierkante kilometer; de bevolkingsdichtheid was toen 96,5 inwoners per km².

De onderstaande kaart toont de ligging van Attigny met de belangrijkste infrastructuur en aangrenzende gemeenten.

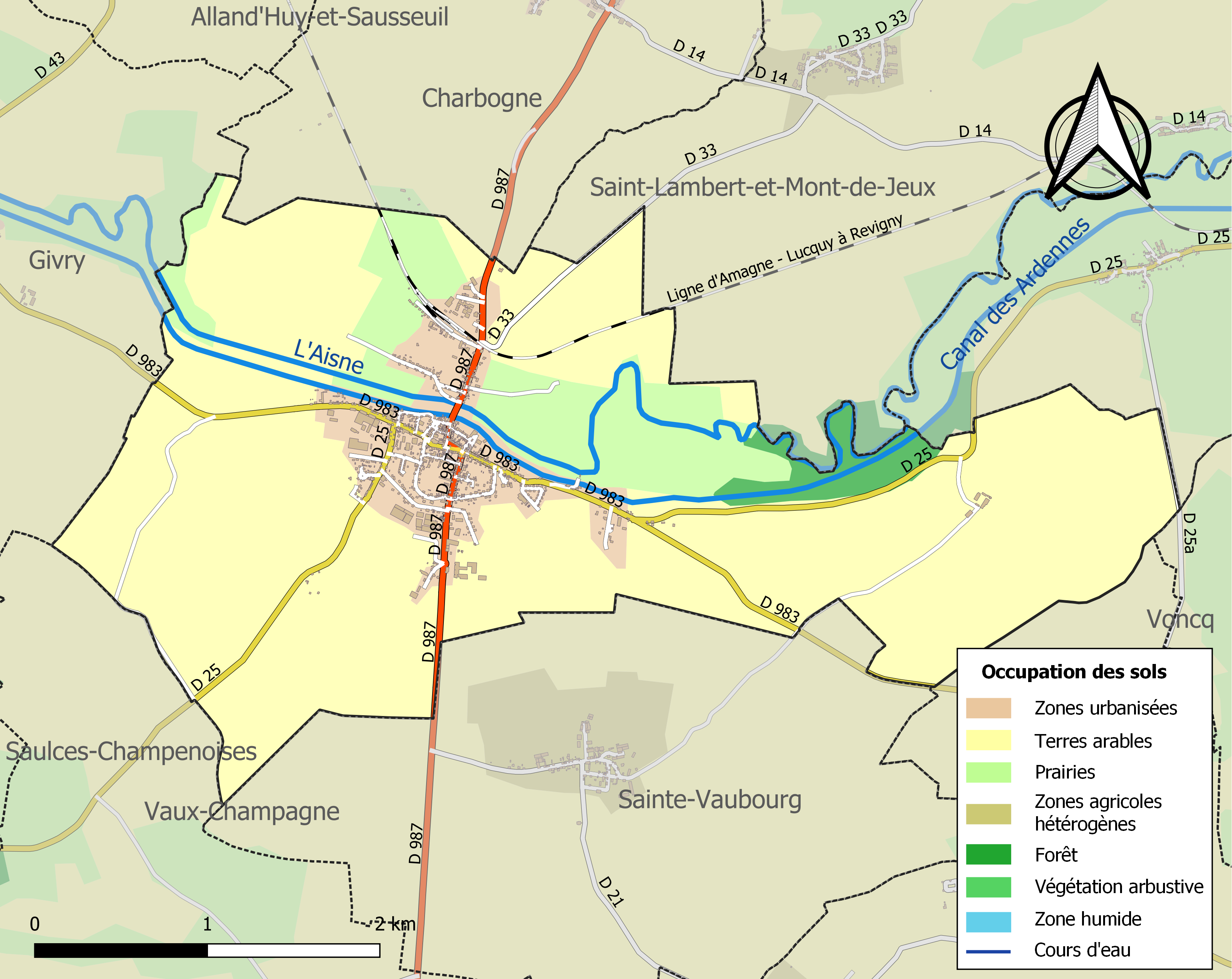

## Demografie
Onderstaande figuur toont het verloop van het inwonertal (bron: INSEE-tellingen).

Vanwege een beveiligingsprobleem met de MediaWiki Graph-software is het momenteel niet mogelijk deze grafiek weer te geven. Zodra de software is bijgewerkt zal de grafiek vanzelf weer zichtbaar worden.

## Geschiedenis
In de vroege middeleeuwen was Attigny belangrijk als koninklijke residentie van onder anderen Clovis II, die er een paleis bouwde in 647. De plaats was later ook een Karolingische keizerlijke residentie en de aanwezigheid van Karel de Grote wordt geciteerd in vele vieringen van Kerstmis en Pasen. Karel de Kale verbleef meermalen in het paleis.
Het paleis is na de 10e eeuw verdwenen op een poortrestant na, thans een monument historique, dat nog de naam van Karel de Grote draagt (Dôme de Charlemagne).
De stad heeft veel geleden in de Eerste en Tweede Wereldoorlog.

## Bekende inwoners
- Chilperik II (670-721), koning der Franken - gestorven in Attigny
- Joseph Binvignat (1755-1837), orgelbouwer - geboren in Attigny
- André Dhôtel (1900-1991), romanschrijver - geboren in Attigny

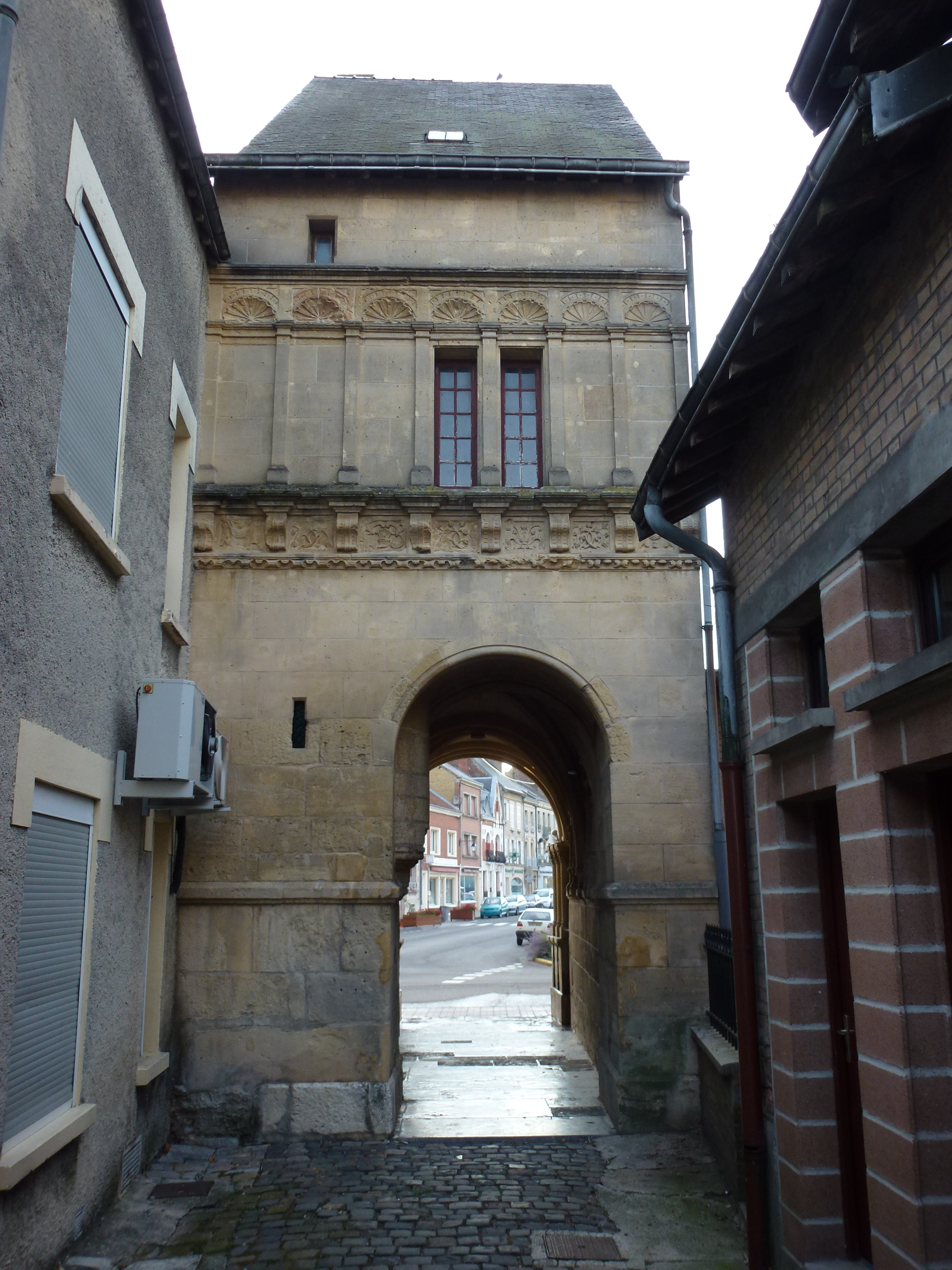
Dôme de Charlemagne
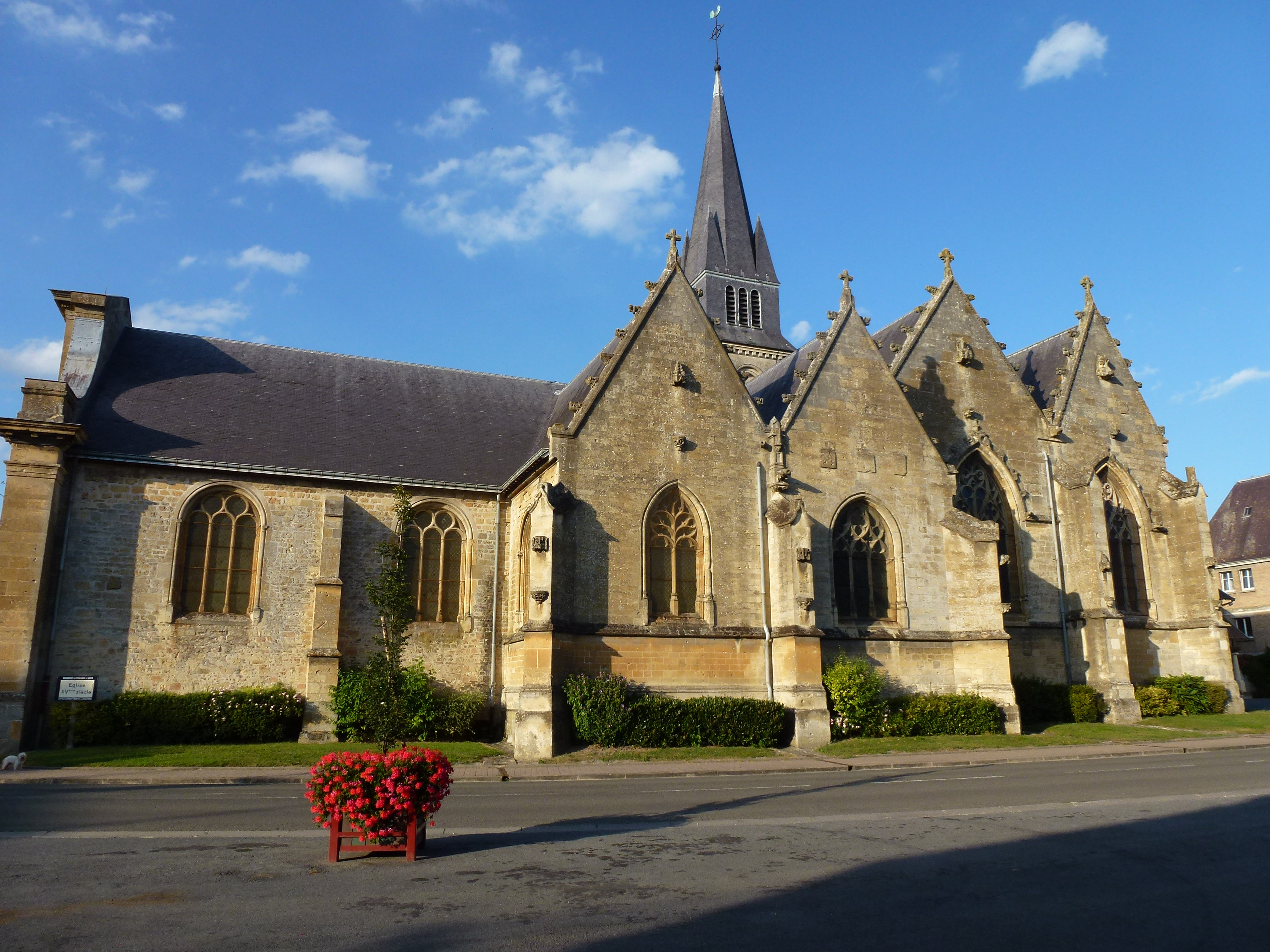
Notre-Dame d'Attigny
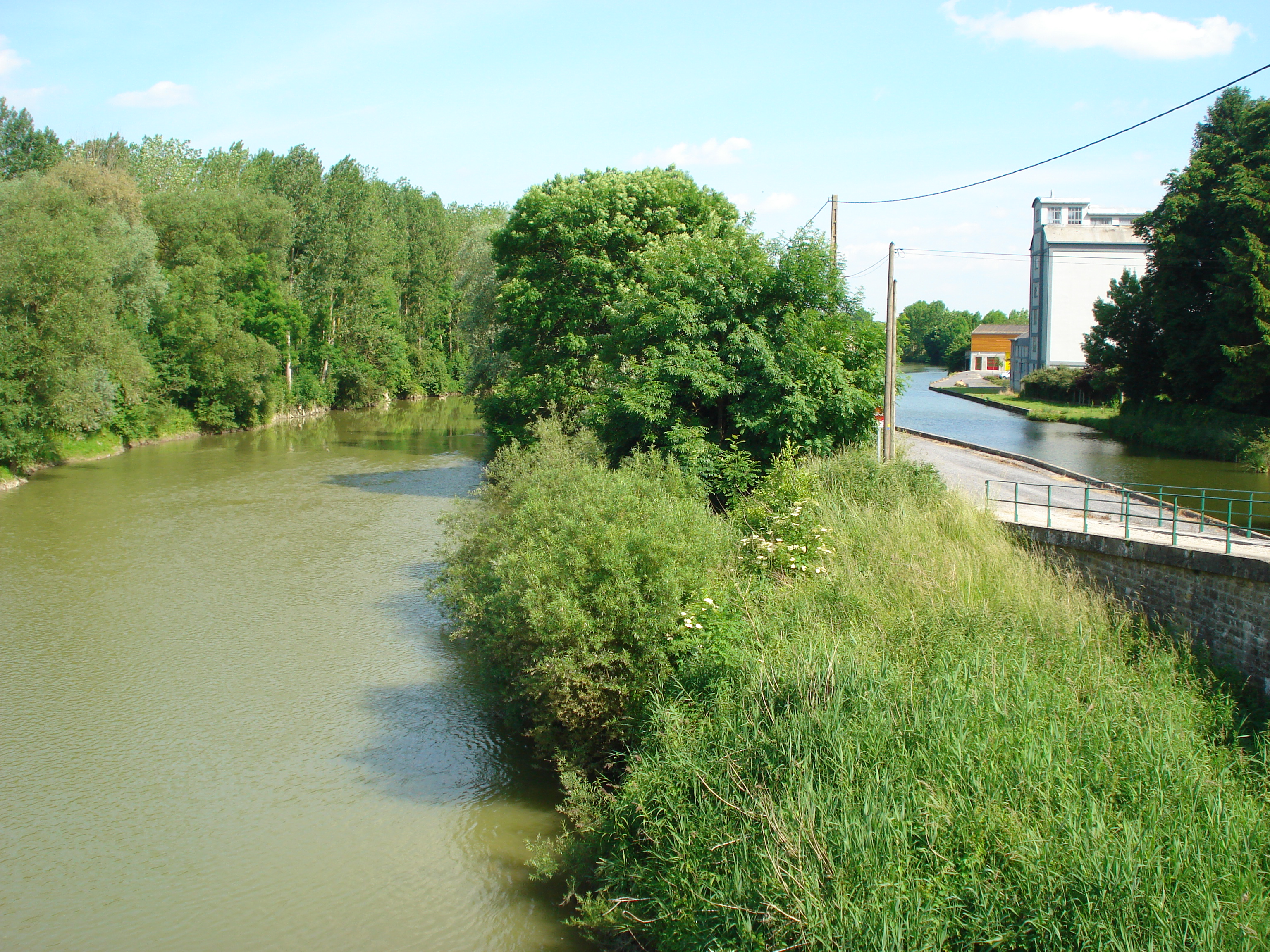
De Aisne en het Canal des Ardennes
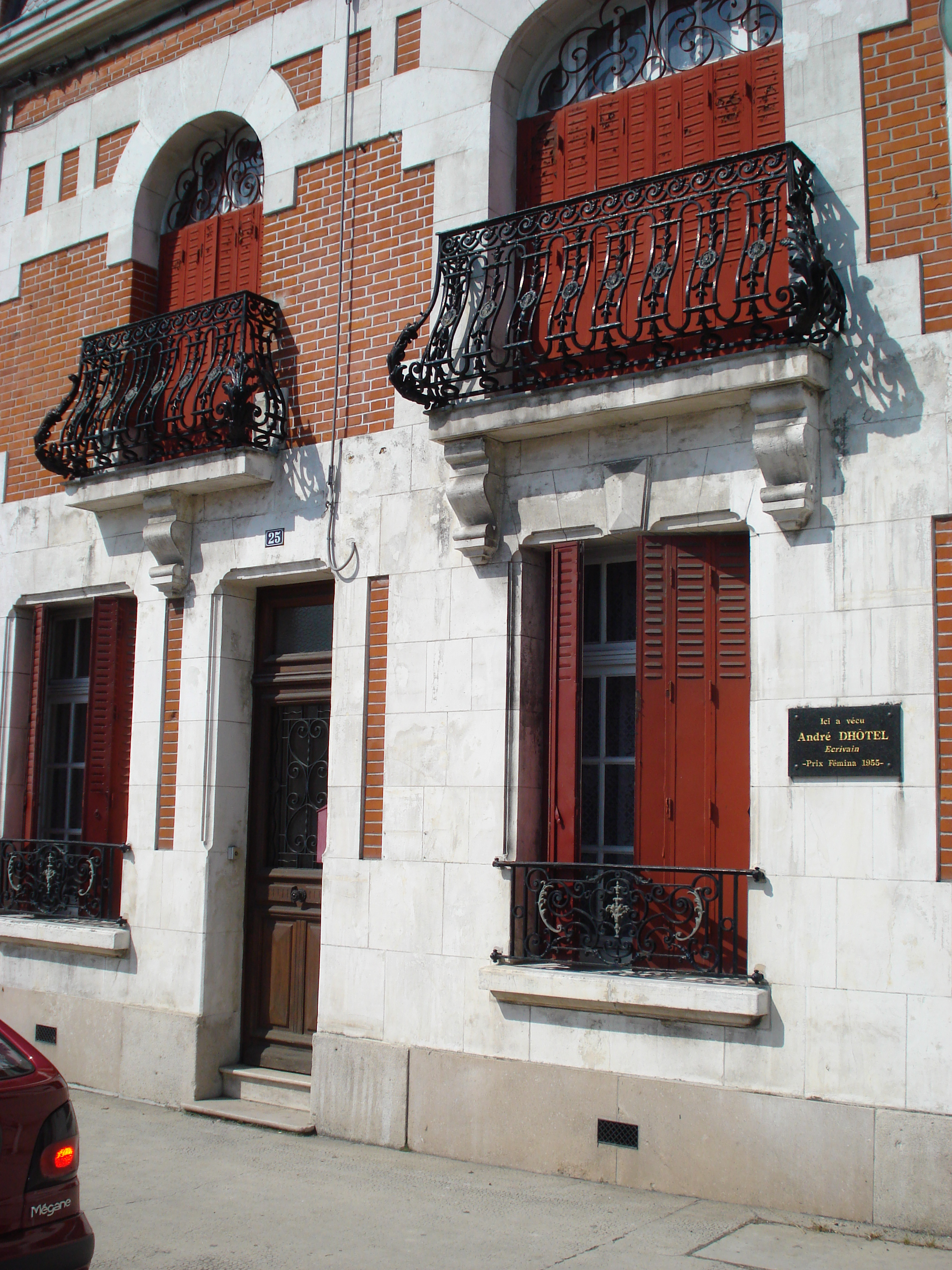
Geboortehuis André Dhôtel
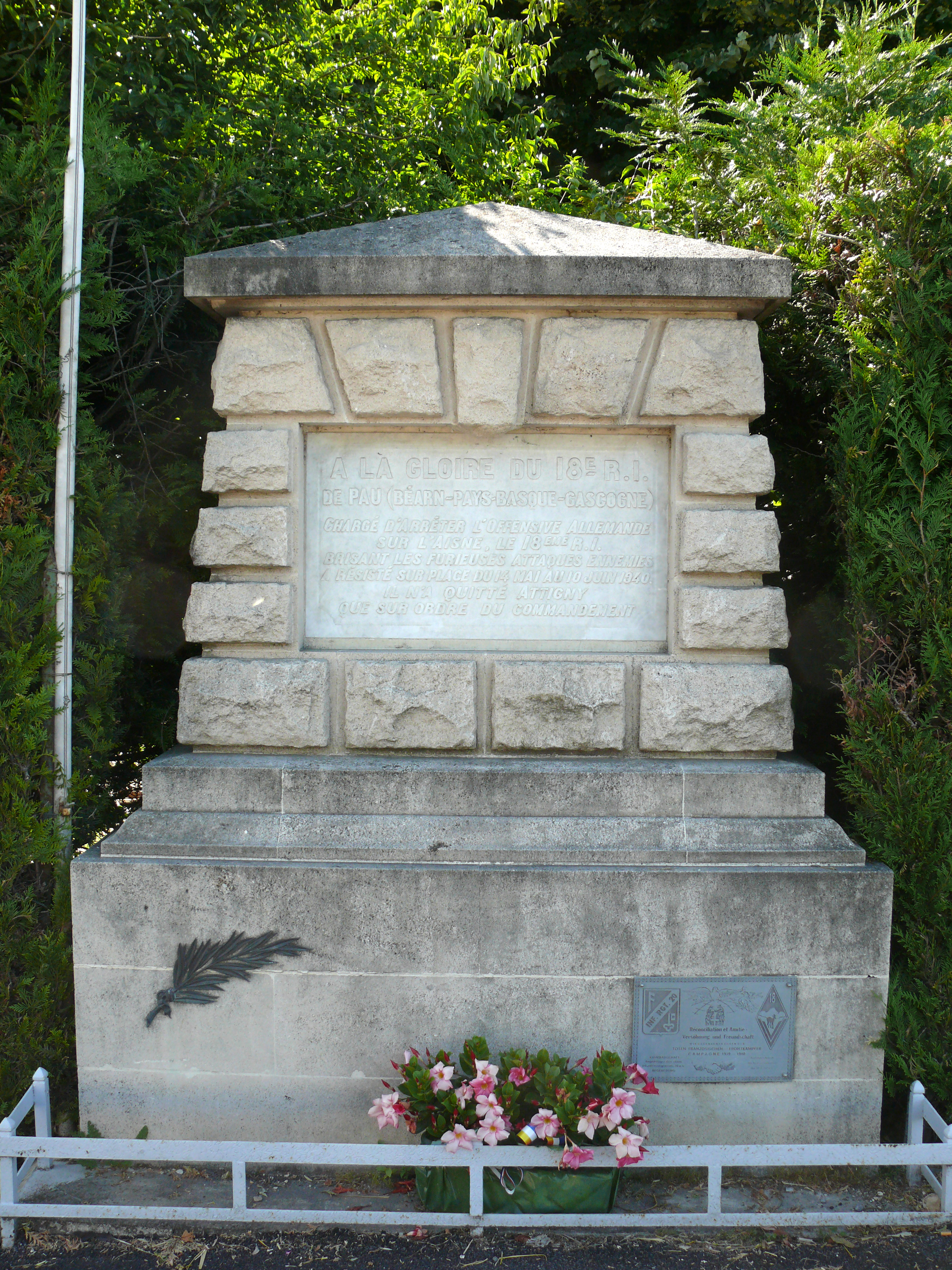
Monument 18e infanterieregiment